# Gangster

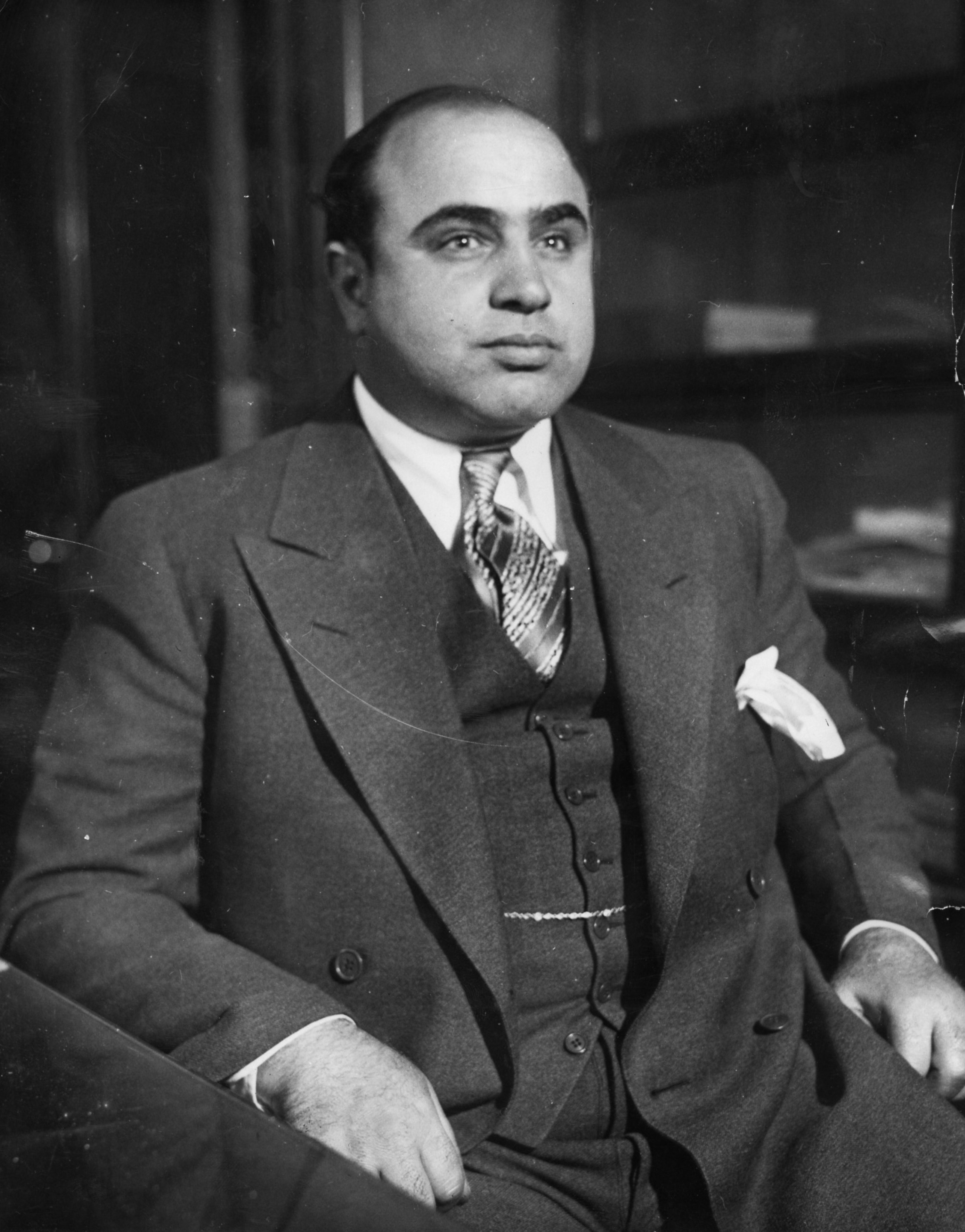
Al Capone, fondatorul și liderul mafiei din Chicago, este probabil cel mai cunoscut gangster din Statele Unite ale Americii.

Un gangster este membru criminal al unei găști⁠(d). Majoritatea găștilor sunt considerate a fi implicate în crima organizată. Gangsterii sunt uneori numiți mafioți (în engleză mobsters). Bandele pot asigura resurse și un nivel de organizare suficient încât să opereze tranzacții criminale complexe. Gangsterii sunt activi în multe țări din jurul lumii. Aceștia fac obiectul multor romane, filme și jocuri video.

## Termenul
În utilizarea modernă, termenul de „gang⁠(d)” (în română gașcă, bandă) este utilizat pentru a descrie o organizație criminală și termenul de „gangster” descrie un criminal. S-au redactat numeroase lucrări despre găști, deși nu există un consens cu privire la ce constituie o gașcă sau ce situații conduc la înființarea și dezvoltarea sa. Singurul lucru clar este că membrii unei bande au un scop comun sau îi leagă anumite convingeri și valori, fapt consolidat de activitățile comune, îmbrăcăminte, tatuaje sau inele.
O gașcă poate fi un grup mic de persoane care comit acte criminale la fel ca gașca celebrului bandit Jesse James care s-a desființat odată cu moartea liderului în 1882. Totuși, o bandă poate fi și un grup organizat care să-și continue activitatea după moartea liderului. De exemplu, fiecare dintre cele cinci familii ale mafiei americane au continuat să opereze până în secolul al XXI=lea. Grupuri mari și bine structurate precum mafia, cartelurile⁠(d), triadele și găștile de motocicliști⁠(d) pot să efectueze tranzacții complexe care depășesc cu mult capacitatea unui singur individ și pot asigura servicii asemenea unui guvern legitim (i.e. arbitraj sau executarea de contracte).
Termenul de „crimă organizată” este asociat cu găștile și gangsterii, însă nu este sinonim. O mică gașcă de stradă implicată în activități criminale sporadice nu poate fi caracterizată ca fiind „organizată”. O organizație care coordonează găști din diferite țări implicate în traficul internațional de droguri sau prostituție nu poate fi considerată o „gașcă”.